# هارفي لارسن
هارفي لارسن (بالإنجليزية: Harvey Larsen)‏ هو سياسي أمريكي، ولد في 8 سبتمبر 1879، وتوفي في 1960. حزبياً، نشط في الحزب الجمهوري. وقد انتخب عضو جمعية ولاية ويسكونسن.